# Smeringaspis
Smeringaspis is een geslacht van kevers uit de familie bladkevers (Chrysomelidae).
De wetenschappelijke naam van het geslacht werd in 1924 gepubliceerd door Spaeth.

## Soorten
- Smeringaspis hirsuta Spaeth in Hincks, 1952
- Smeringaspis setifera (Boheman, 1854)